# Буслівська вулиця
Бу́слівська ву́лиця — вулиця в Печерському районі міста Києва, місцевості Бусове поле, Звіринець. Пролягає від Садово-Ботанічного провулку до вулиці Миколи Соловцова.
Прилучається Правобережна вулиця.

## Історія
Вулиця виникла в 30-і роки XX століття під назвою 248-ма Нова. Сучасна назва — з 1944 року, від р. Буслівки (притока р. Либідь), що протікала крізь історичну місцевість Бусове поле.

## Забудова
Активна забудова місцевості, де пролягає Буслівська вулиця, почалася у другій половині 1930-х років. У кварталі між вулицями Буслівською, Звіринецькою, Правобережною та Соловцова збудували 5 двоповерхових житлових будинків на кілька квартир, втім, знесених, у 1960-х—1980-х роках.
Після Другої світової війни будівництво багатоквартирних будинків у даній місцевості продовжується. Одним з перших таких споруд став зведений на початку 1950-х років за проєктом 1-207-7 архітекторів Л. Катка та Л. Киселевича двоповерховий будинок за адресою Буслівська, 15 (знесений у 2010-х роках для будівництва багатоповерхового житлового будинку). У 1972 році під № 20 збудували п'ятиповерховий будинок за типовим проєктом 1-480-19кб.
За незалежної України, у 2000-х роках в цій місцевості почалося будівництво висотних багатоквартирних житлових будинків преміального класу. Зокрема, на вулиці Буслівській у 2018 році під № 12 збудували житловий комплекс «Busov Hill», що складається з 15-, 18- та 21-поверхових секцій, а під № 15 — 10-поверховий клубний будинок «The Garden».

## Установи
- Посольство Литовської республіки (буд. № 21)
- Посольство Малайзії (буд. № 25)